# Virginia Olper Monis
Virginia Olper Monis (Venezia, 21 gennaio 1856 – Venezia, 13 settembre 1919) è stata una scrittrice italiana.

## Biografia
Nacque nel ghetto di Venezia in una famiglia ebraica. Figlia di Silvio Olper, un commerciante benestante sostenitore delle idee risorgimentali e vicino alla massoneria, crebbe in un ambiente liberale. Non si hanno notizie sui suoi studi, tuttavia si ritiene abbia ricevuto un'istruzione di stampo umanistico.
Il matrimonio con il cattolico Isidoro Monis sancì la sua esclusione dai registri ufficiali della comunità ebraica di Venezia, tuttavia Olper Monis mantenne sempre un profondo contatto con le sue origini.
Dopo un breve soggiorno a Sacile, i Monis si stabilirono definitivamente a Padova, dove si concentrò gran parte della produzione letteraria di Olper Monis. A questo periodo risale il suo unico romanzo intitolato Il raggio. Collaborò con diverse riviste quali Il Veneto, Il Comune e La Donna. Le sue idee progressiste la resero una fervente femminista. Fu inoltre una delle prime donne italiane a sostenere pubblicamente il divorzio e si dimostrò attenta ai problemi sociali, ispirata dalle idee marxiste. Nella sua recensione sul romanzo Teres di Neera pubblicata su La Donna il 20 febbraio 1887, trova nella scarsa istruzione e nella mancata indipendenza economica alcune delle cause della subordinazione della donna all'uomo.
Nel 1898 fu co-fondatrice del Comitato pro reclusi di maggio, un gruppo di donne che chiedeva trattamenti civili per i detenuti.
Si ritirò nel 1907 a San Michele al Tagliamento per prendersi cura di sua figlia Elisabetta Lia. Morì a Venezia nel 1919.

## Opere selezionate
- Racconti veneziani e novelle sentimentali, Milano, 1893.
- Il raggio, Vicenza, 1903.
- La donna nella realtà, Padova, 1908.